# 柔刚县
柔刚县，中国古县名。
北周建德四年（575年）置，以县东柔刚山得名。治所在今四川省遂宁市西南安居区。属安居郡。隋朝开皇十三年（593年），改置安居县。